# Dead Eyes See No Future
Dead Eyes See No Future — второй мини-альбом шведской мелодик-дэт-метал-группы Arch Enemy, выпущен в ноябре 2004 года на лейбле Century Media Records.
Dead Eyes See No Future содержит оригинальную версию песни «Dead Eyes See No Future» с альбома Anthems of Rebellion, три песни с концерта в Париже 27 февраля 2004, а также кавер-версии песен Megadeth, Manowar и Carcass, записанных в январе 2004 специально для этого EP. «Incarnated Solvent Abuse» нельзя в полной мере назвать кавер-версией, потому что в оригинале эта песня была записана Carcass в составе с Майклом Эмоттом, то есть он фактически перезаписал с Arch Enemy одну из своих старых композиций. Также диск содержит мультимедиасекцию с видеоклипом «We Will Rise».

## Список композиций
1. «Dead Eyes See No Future» — 4:17
2. «Burning Angel» (Elysée Montmartre, Париж, Франция 27 февраля 2004) — 4:46
3. «We Will Rise» (Elysée Montmartre, Париж, Франция 27 февраля 2004) — 4:15
4. «Heart of Darkness» (Elysée Montmartre, Париж, Франция 27 февраля 2004) — 4:52
5. «Symphony of Destruction» (кавер на Megadeth) — 4:02
6. «Kill With Power» (кавер на Manowar) — 3:30
7. «Incarnated Solvent Abuse» (кавер на Carcass) — 4:35
8. «We Will Rise» (видеоклип)

## Участники записи
- Ангела Госсов — вокал
- Майкл Эмотт — соло-гитара
- Кристофер Эмотт — ритм-гитара
- Шарли Д’Анджело — бас-гитара
- Даниэль Эрландссон — ударные

Дополнительные музыканты:
- Пер Виберг — клавишные в «Dead Eyes See No Future»